# Rhodinia nissori
Rhodinia nissori är en fjärilsart som beskrevs av Watson 1935. Rhodinia nissori ingår i släktet Rhodinia och familjen påfågelsspinnare. Inga underarter finns listade.